# Choisir (album de Patrick Fiori)
Pour les articles homonymes, voir Choisir.
Albums de Patrick Fiori
L'instinct masculin
(2010) Promesse
(2017)
Singles
1. Elles
Sortie : 14 février 2014
2. J'espère que tu vas bien
Sortie : 17 juin 2014
3. Dans tes yeux chaque jour
Sortie : avril 2015

Choisir est le neuvième album de Patrick Fiori sorti le 14 février 2014 chez Sony Music.

## Historique
L'album se vend à 100 000 exemplaires.

## Titres
| No  | Titre                                     | Auteur                                | Durée |
| --- | ----------------------------------------- | ------------------------------------- | ----- |
| 1.  | Elles                                     | Jean-Jacques Goldman                  | 3:56  |
| 2.  | Demain                                    | Jean-Jacques Goldman, Patrick Fiori   | 3:24  |
| 3.  | Choisir                                   | Ariane Quatrefages, Patrick Fiori     | 3:18  |
| 4.  | Un jour, mon tour                         | Jean-Jacques Goldman                  | 4:03  |
| 5.  | J'espère que tu vas bien (duo avec Tommy) | Tommy Chiche, Patrick Fiori           | 3:39  |
| 6.  | Dans tes yeux chaque jour                 | Robert Goldman                        | 2:54  |
| 7.  | T'en va pas maintenant                    | Jean-Jacques Goldman                  | 3:18  |
| 8.  | Anne et Louise                            | Tommy Chiche, Patrick Fiori           | 2:54  |
| 9.  | La vie d'un homme                         | Eric Chemouny, Patrick Hampartzoumian | 4:08  |
| 10. | Elles se disent                           | Ariane Quatrefages, Patrick Fiori     | 2:59  |
| 11. | La sentinelle endormie                    | Bénabar, Patrick Fiori                | 3:19  |
| 12. | Tu connais tout                           | Patrick Fiori                         | 3:11  |
| 13. | La vie qu'on a choisie                    | Jacques Veneruso, Patrick Fiori       | 3:21  |
| 14. | Tout contre mais pour                     | Ariane Quatrefages, Patrick Fiori     | 3:13  |

## Musiciens
- Batterie : Laurent Coppola, Patrick Hampartzoumian
- Basse : Laurent Vernerey
- Guitare : Michel-Yves Kochmann, Emmanuel Rodier, André Hampartzoumian
- Piano, Claviers : Jean-Jacques Goldman, Patrick Hampartzoumian, Patrick Fiori, Tommy, Karim Medjebeur
- Violon : Christophe Cravero

## Classements et certifications
| Classement (2014)            | Meilleure position |
| ---------------------------- | ------------------ |
| Belgique (Flandre Ultratop)  | 112                |
| Belgique (Wallonie Ultratop) | 4                  |
| France (SNEP)                | 2                  |
| Suisse (Schweizer Hitparade) | 26                 |

### Certifications et ventes
| Région        | Certification | Ventes/Streams |
| ------------- | ------------- | -------------- |
| France (SNEP) | Platine       | 100 000        |